# Anotomys leander
Anotomys leander (Thomas, 1906) è un roditore della famiglia dei Cricetidi, unica specie del genere Anotomys (Thomas, 1906), diffuso in America meridionale.

## Etimologia
L'epiteto generico deriva dalla combinazione del prefisso privativo greco -an-  e delle parole -oto-, orecchio e -mys, topo, con allusione alla mancanza totale dell'orecchio esterno. Il termine specifico trae invece origine dalla figura mitologica di Leandro, il quale attraversava tutte le notti a nuoto lo Stretto dei Dardanelli per incontrare la sua amata Ero.

## Descrizione

### Dimensioni
Roditore di piccole dimensioni, con la lunghezza della testa e del corpo tra 101 e 122 mm, la lunghezza della coda tra 125 e 153 mm e la lunghezza del piede tra 34 e 37 mm.

### Caratteristiche craniche e dentarie
Il cranio presenta una scatola cranica liscia, arrotondata, il rostro inclinato all'insù con le aperture nasali rivolte verso l'alto. Gli incisivi sono stretti e provvisti nella coppia superiore di una proiezione laterale alla radice.
Sono caratterizzati dalla seguente formula dentaria:

### Aspetto
La pelliccia è lunga, estremamente densa, soffice e vellutata. Le parti dorsali sono grigio scure con la base dei peli più chiara, i fianchi sono leggermente più chiari, mentre le parti ventrali sono grigio-biancastre con la base dei peli scura. La linea di demarcazione lungo i fianchi è netta. Una macchia biancastra è presente sopra ogni meato uditivo. Le vibrisse inferiori sono bianche, quelle superiori sono invece più scure. È privo completamente di padiglione auricolare. Le zampe sono bianco-argentate con le dita brunastre e delle vistose frangiature di peli su margini esterni. La coda è ricoperta di peli, brunastra sopra e più chiara sotto.

## Biologia

### Comportamento
È una specie parzialmente acquatica e notturna.

## Distribuzione e habitat
Questa specie è diffusa in tre località andine dell'Ecuador settentrionale e presso Cajamarca, in Colombia.
Vive lungo i corsi d'acqua freddi e turbolenti all'interno di foreste pluviali subalpine o radure tra 2.860 e 4.000 metri di altitudine.

## Conservazione
La IUCN Red List, considerato l'areale inferiore 20.000 km², la distribuzione seriamente frammentata, il continuo declino nell'estensione e nella qualità del proprio habitat a causa di ripetuti episodi di inquinamento idrico, classifica A.leander come specie vulnerabile (VU).